# Município de Sugar Creek (condado de Tuscarawas, Ohio)
O município de Sugar Creek (em inglês: Sugar Creek Township) é um município localizado no condado de Tuscarawas no estado estadounidense de Ohio. No ano de 2010 tinha uma população de 4.194 habitantes e uma densidade populacional de 69,26 pessoas por km².

## Geografia
O município de Sugar Creek encontra-se localizado nas coordenadas 40° 31′ 11″ N, 81° 37′ 08″ O. Segundo a Departamento do Censo dos Estados Unidos, o município tem uma superfície total de 60.55 km², da qual 60,55 km² correspondem a terra firme e (0 %) 0 km² é água.

## Demografia
Segundo o censo de 2010, tinha 4.194 habitantes residindo no município de Sugar Creek. A densidade populacional era de 69,26 hab./km². Dos 4.194 habitantes, o município de Sugar Creek estava composto pelo 97,93 % brancos, o 0,19 % eram afroamericanos, o 0,07 % eram amerindios, o 0,14 % eram asiáticos, o 0,5 % eram de outras raças e o 1,17 % eram de uma mistura de raças. Do total da população o 0,98 % eram hispanos ou latinos de qualquer raça.